# República de Florida Oriental (1812)
La República de Florida Oriental (en inglés: Republic of East Florida), también conocida como República de Florida o Territorio de Florida del Este, fue una república efímera declarada por insurgentes reunidos en Georgia, se llamaron a sí mismos "patriotas", y estuvieron apoyados por el ejército de los Estados Unidos, en contra el dominio español de Florida Oriental. Bajo la guía de George Mathews los patriotas obtuvieron la capitulación formal de las tropas españolas en la isla de Amelia. En julio, apoyados por fuerzas estadounidenses, los patriotas crearon una constitución de gobierno que preveía un ejecutivo, un consejo legislativo y un sistema judicial. Los autodenominados patriotas deseaban independencia de España y la anexión a los Estados Unidos.

## Historia

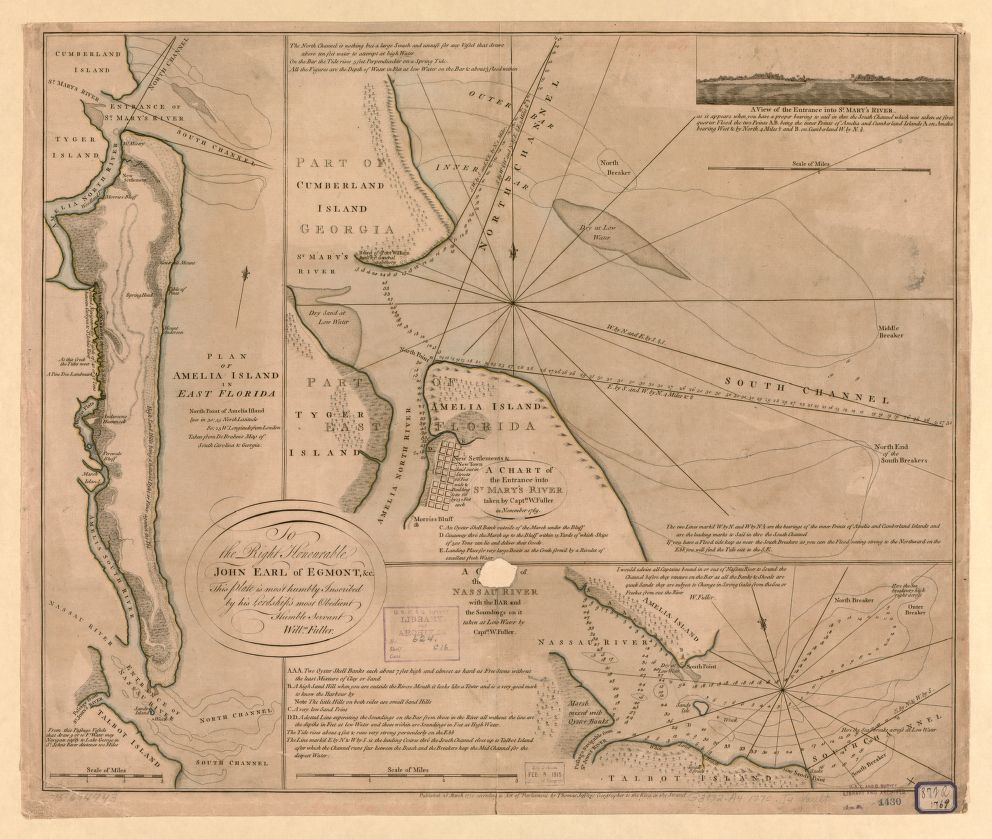
Plano de la Isla de Amelia, en la costa atlántica de la Florida española, zona de frontera con el territorio estadounidense de Georgia

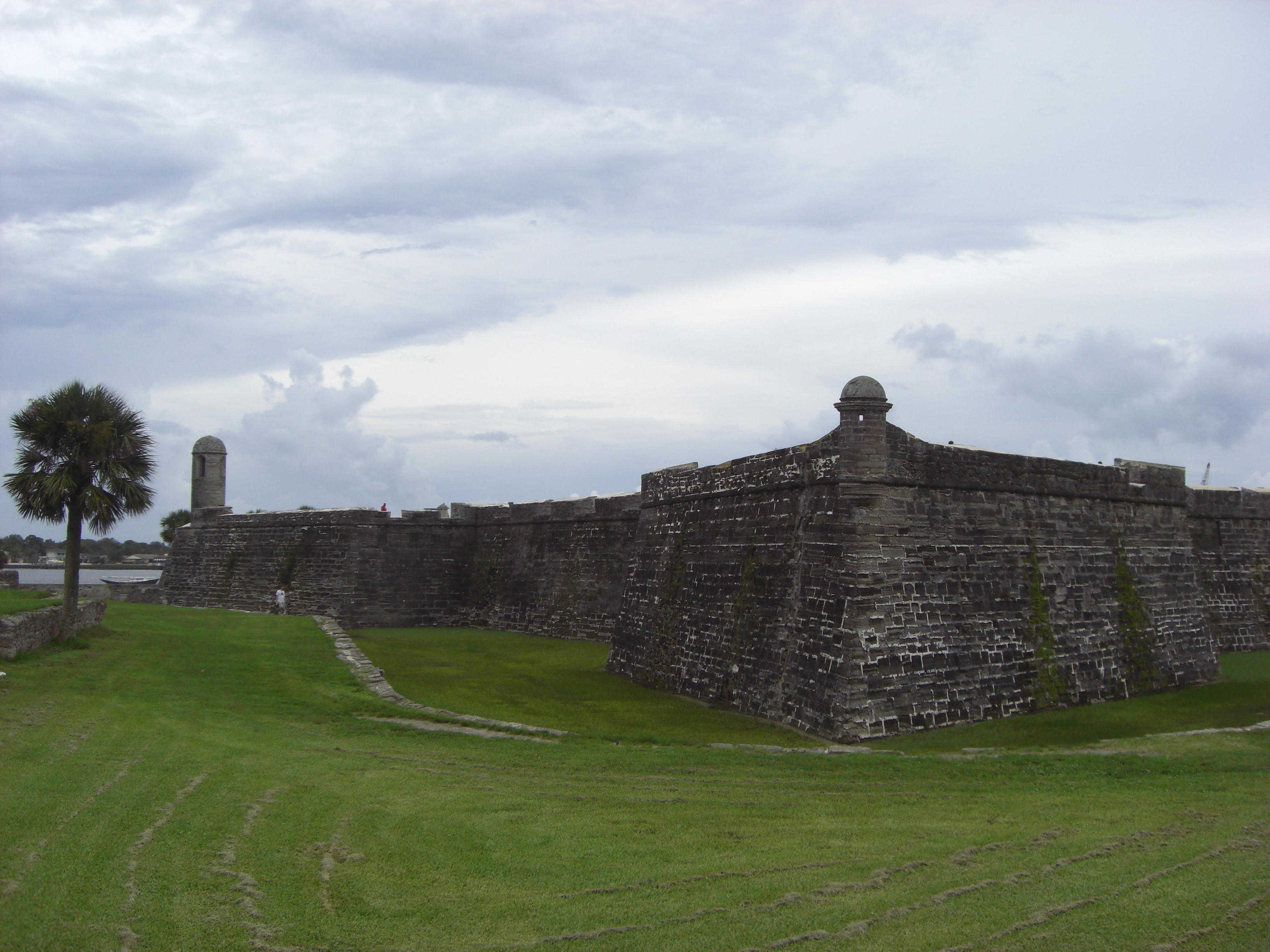
Fuerte español de San Agustín (Florida)

En 1812, el general George Mathews, de Georgia, fue comisionado por el presidente James Madison como agentes "con instrucciones secretas" para una expedición con el fin de llevar a cabo una ley secreta del Congreso de los Estados Unidos del 15 de enero de 1811 y apretar al gobernador español en un intento de adquirir el este de Florida. Sus instrucciones fueron tomar posesión de cualquier parte del territorio de las Floridas al hacer un "acuerdo" con la "autoridad local" para entregar la posesión a los Estados Unidos. A menos que se trate de un intento de ocupación por parte de cualquier gobierno extranjero, no deben tomar posesión de cualquier parte de la Florida.
Mathews continuó la misión y se trasladó al río Santa María, que desemboca en el Atlántico, y era el límite entre Georgia y la Florida Oriental española. Allí comenzó a organizar un grupo de "patriotas" estadounidenses. Sin embargo, los habitantes de Florida tenían pocos motivos para quejarse ante el gobierno español, ya que la provincia estaba disfrutando de la prosperidad de los mercados de algodón y madera, con precios altos y una demanda en aumento. La ciudad de Fernandina, en la isla de Amelia, era un puerto neutral o libre en el que se realizaba un comercio lucrativo con muchas naciones.  En cambio, el ejército de Mathews había sido reclutado entre los habitantes de la frontera en la parte norte de la provincia, en su mayoría milicianos de Georgia, leñadores y barqueros del río de St. Marys. Y que fueron apoyados por plantadores esclavistas, en guerra también contra los indios Seminolas, y que temían la presencia las milicias de negros libres de la Florida española.  Mathews explicó a sus tropas que tenía la autorización total del gobierno de los Estados Unidos que estaba decidido a tomar posesión del este de Florida. Mathews no solo prometió armas y el apoyo del ejército estadounidense a los rebeldes para arrebatar el control del fuerte español en Fernandina, sino también para defender el territorio una vez que ellos, ya instalados como la nueva autoridad local, lo cedieran a los Estados Unidos.
El 14 de marzo de 1812, los autodenominados "patriotas de la isla Amelia" armados y reunidos por los Estados Unidos, con cerca 400 efectivos, y un pequeño número de hispanos se pusieron en marcha. El 16 de marzo, nueve cañoneras estadounidenses bajo el mando del comodoro Hugh Campbell se alinearon en el puerto de Fernandina con armas apuntadas a la ciudad como cobertura para los voluntarios patriotas. El general Mathews, todavía instalado en Point Peter en el río St. Marys en Georgia, exigió que Justo López, comandante del fuerte San Carlos y la isla Amelia, se rindiera, y  este entregó el puerto y la ciudad sin resistencia. El 17 de marzo, John H. McIntosh, en representación de los patriotas, y George JF Clarke y Justo López, en representación de la administración colonial española, firmaron la capitulación. Al día siguiente, un destacamento de 250 tropas regulares del ejército de los Estados Unidos fue traído de Point Peter, y los patriotas del general Mathews entregaron la ciudad y se levantó la bandera de los Estados Unidos de inmediato. Según lo acordado, los patriotas retuvieron a Fernandina por solo un día antes de entregarla la autoridad al ejército de los EE. UU.
En los días sucesivos, los patriotas, junto con un regimiento de tropas regulares del Ejército y voluntarios georgianos, marcharon contra el fuerte español de San Agustín. En esta marcha, los patriotas iban por delante de las tropas estadounidenses. Los patriotas proclamarían la posesión de algún terreno, alzarían la bandera Patriota y, como "autoridad local", entregarían el territorio a las tropas de los Estados Unidos, quienes luego sustituirían por la bandera estadounidense. Las descripciones indican que los patriotas no podrían haber hecho ningún progreso sino gracias a la protección de las fuerzas estadounidenses y no podrían haber mantenido su posición en el país sin la ayuda de las tropas estadounidenses. Las tropas y los patriotas estadounidenses actuaron en estrecho concierto, marchando, acampando, alimentándose y luchando juntos. De esta manera, las tropas estadounidenses sostuvieron a los patriotas. Durante su marcha los patriotas no enfrentaron oposición alguna, pero se trató de tomar San Agustín, y tanto las tropas de Mathews como las unidades del ejército del gobernador de Georgia, David Mitchell, que también estaban interviniendo, fueron derrotados por la guarnición española. Mathews se retiró.

## Retirada del apoyo estadounidense

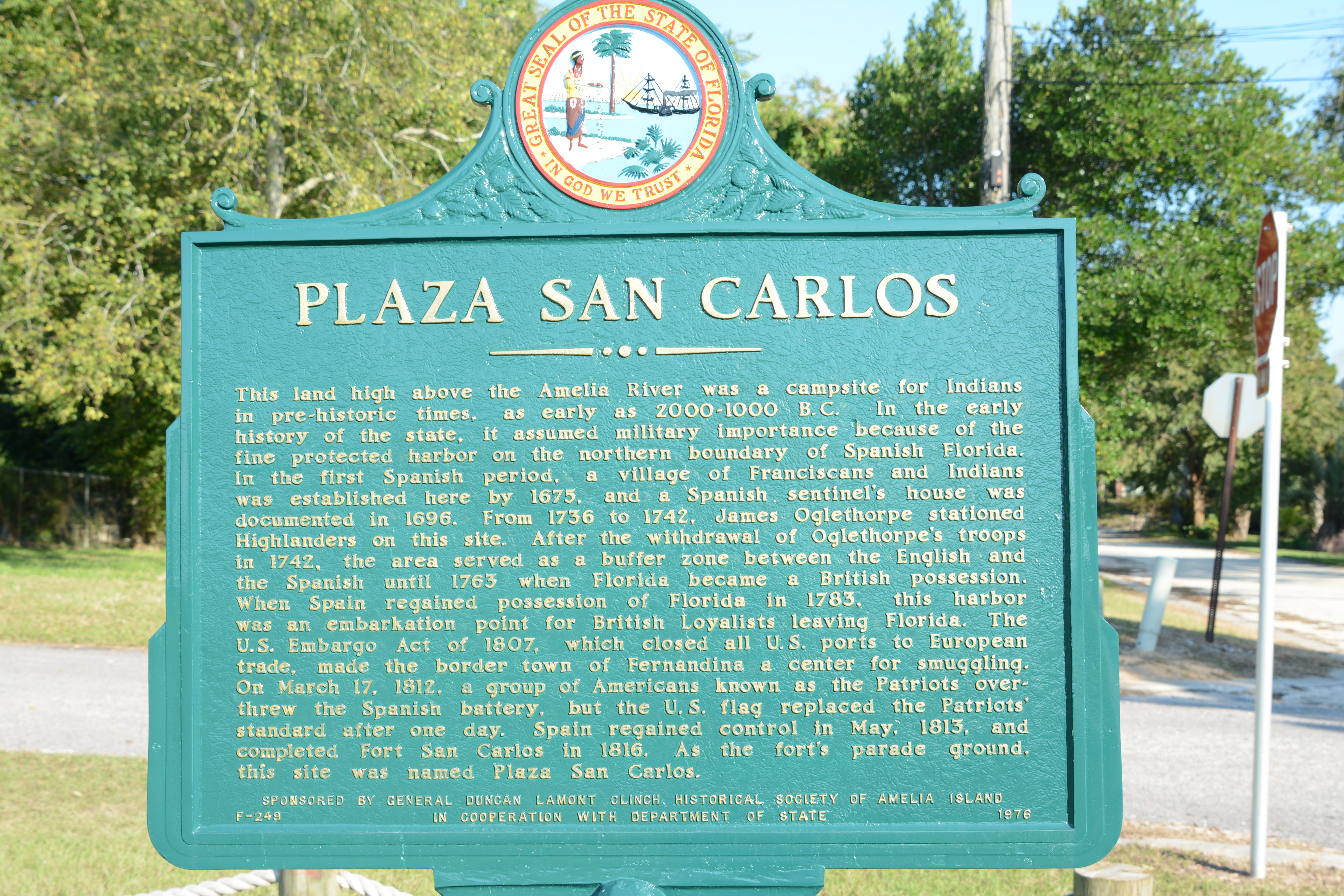
Fuerte San Carlos en la ciudad antigua de Fernandina, actualmente Fernandina Beach

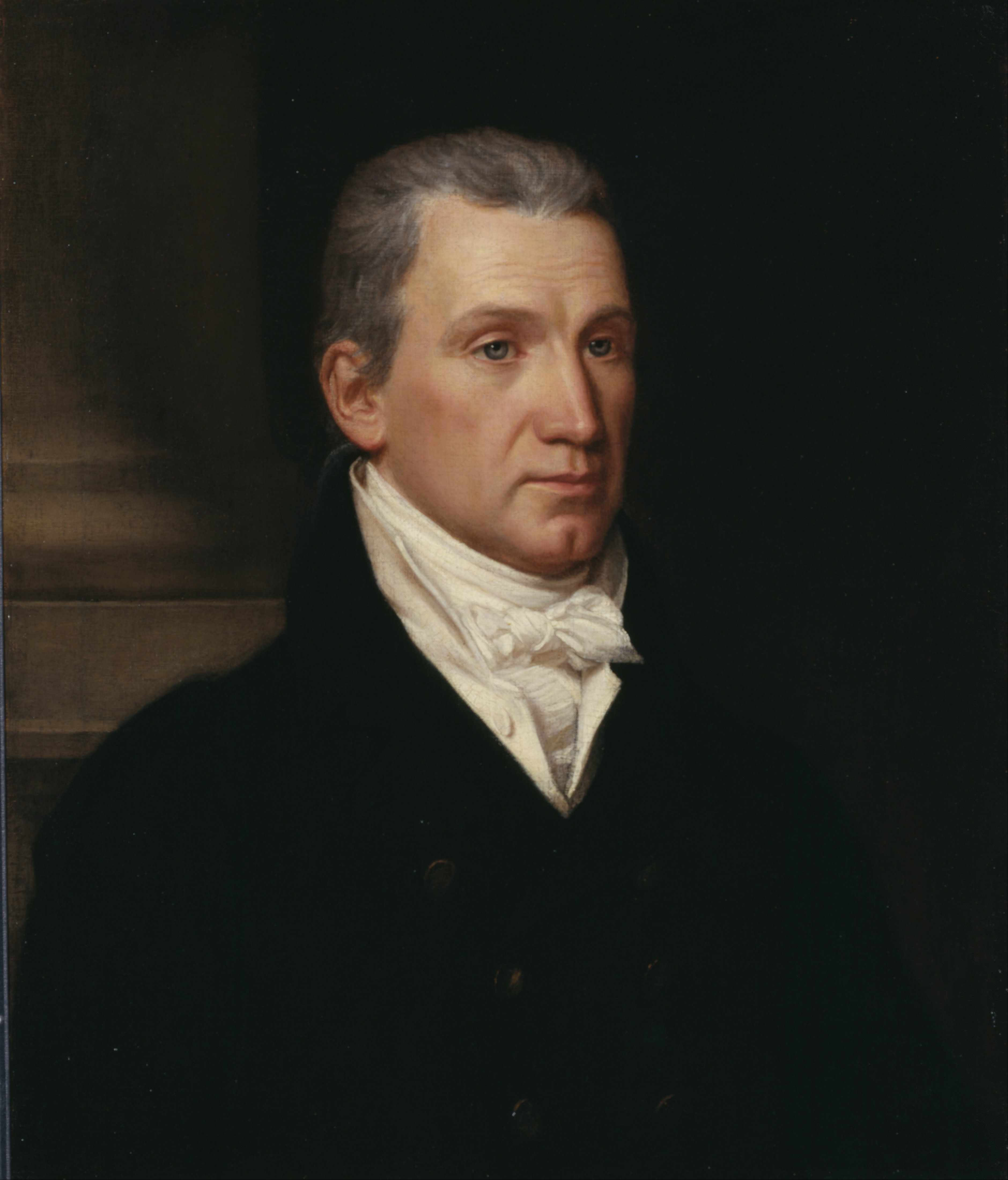
James Monroe, Secretario de Estado del gobierno de los Estados Unidos, ordenó abandonar las posesiones españolas arrebatadas por los aventureros estadounidenses

España envió a San Agustín a un nuevo gobernador, el coronel D. Sebastián Kindelán. Hombre muy enérgico, proveyó de armas y pertrechos la aislada guarnición española. La aventura resultó muy costosa para las tropas estadounidenses que se veían derrotados. Los españoles se dedicaron a perseguir al ejército estadounidense causándole muchas bajas. 
En abril de 1813 el esfuerzo se vino abajo. Madison ordenó la retirada del ejército y devolvió Fernandina a los españoles obligado porque el Senado norteamericano repudió la ocupación de la Florida Oriental, en el contexto internacional de la guerra anglo-estadounidense de 1812, alarmados ante la posibilidad otro frente de guerra con España. El secretario de Estado James Monroe rápidamente desautorizó las acciones y ordenó la retirada de las tropas estadounidenses con instrucciones de "devolver a las autoridades españolas la isla Amelia y otros puestos del este de Florida que les habían sido arrebatados". Sin embargo, las tropas estadounidenses y patriotas saquearon casi todas las plantaciones y granjas, la mayoría de ellas fueron abandonadas por sus dueños. Las tropas hicieron pillaje a todo lo que pudieron encontrar. La comida almacenada se agotó, los cultivos se destruyeron o se alimentaron a los caballos, se saquearon o destruyeron todo tipo de bienes muebles, se quemaron edificios y cercas, se mataron o robaron ganado, y los esclavos a menudo se secuestraron. Esto continuó hasta mayo de 1813 y dejó los sitios anteriormente habitadas en un estado de desolación en contraste con el propósito declarado en la constitución fallida de los patriotas "de que se debería establecer un Gobierno en esta Provincia para prevenir la anarquía y confusión ".
Las negociaciones concluyeron para la retirada de las tropas estadounidenses en 1813. El 6 de mayo de 1813, el ejército arrió la bandera estadounidense de la ciudad de Fernandina (en la Isla de Amelia), y repasó el río St. Marys hacia Georgia retirándose con las tropas restantes. España tomó posesión del reducto en el fuerte San Carlos y recuperó el control de la región.
Los patriotas no estaban conformes y el 10 de enero de 1814, el general Buckner Harris de Georgia marchó con un grupo de voluntarios al antiguo sitio de Paynes Town, hogar del líder de los indígenas Alachua de los Seminoles, King Payne , que había sido quemado por las tropas de los Estados Unidos en 1813. Este sitio estaba ubicado a una distancia considerable tierra adentro, al suroeste de San Agustín. Allí construyeron blocao que llamaron Fort Mitchell en honor al exgobernador de Georgia, David Mitchell. Los insurgentes se reunieron en una asamblea legislativa el 25 de enero de 1814 y declararon que el territorio era formaba parte de la República de Florida Oriental. El gobernador español, Sebastián Kindelán se alió con los indígenas Seminolas contra los insurgentes de Buckner Harris, y el 5 de mayo de 1814, emboscaron y derrotaron a los sublevados y mataron a Harris. Su muerte dejó a los patriotas sin líderes y acabó con la República del Este de Florida.

## Fin de la rebelión
Después de la re-ocupación española en 1813, el gobernador Sebastian Kindelán estableció tres distritos locales de gobierno bajo la Constitución española de 1812. Eran Fernandina (islas Amelia, Tiger y Talbot, ambas orillas del río Nassau y la orilla sur de St. Marys, limítrofe con los Estados Unidos), y bajo la división del río St. Johns, los distritos de Upper St. Johns (a lo largo de la parte superior de ese río) y Lower St. Johns (todo río abajo, incluyendo San Pablo y Fort George Island). Designó a un capitán de partido (equivalente a un agente y juez de paz) para servir en cada distrito, con pequeños destacamentos de tropas. 
En los distritos del río St. Johns, este sistema duró hasta el final del dominio español en Florida, pero no en el territorio a lo largo y entre los ríos Nassau y St. Marys, donde las rebeliones continuaron hasta 1816. Las hostilidades se reanudaron en agosto de 1813 y el estado de anarquía se hizo endémico de la zona, prevalecieron los disturbios civiles, con hostilidad dirigida a las autoridades españolas en la isla de Amelia. En 1816, el gobernador José Coppinger envió comisionados y ofrecieron un "plan de reconciliación y restablecimiento del orden", acordando con los descontentos que acepten el dominio español.

## Bandera
El 14 de marzo de 1812, los patriotas se reunieron en Rose's Bluff, al otro lado del río de St. Marys, y enarbolaron una bandera diseñada por el coronel Ralph Isaacs, el ayudante de campo de Mathew, con un campo blanco en el que se representaba la figura en azul de un soldado cargando con su bayoneta. Debajo el lema latino: "Salus populi lex suprema" (La seguridad de las personas, la ley suprema).

## Categorías
- Datos: Q29470837